# Metaldays
Metaldays, in 2002 begonnen onder de naam Metal Fest en van 2004 tot 2013 Metalcamp geheten, is een jaarlijks heavymetalfestival gehouden in Tolmin in Slovenië.
Het festival wordt door het Oostenrijkse organisatiebureau RockTheNation en de Sloveense organisator Master of Metal georganiseerd. Naast een hoofdpodium, waar de hoofdartiesten optreden, is er ook een talentenpodium, waar onbekende bands (voornamelijk Oostenrijkse, Sloveense, Italiaanse en Servische metalbands) optreden.
Het festival wordt gehouden aan de oever waar de Tolminka in de Soča uitmondt. Op dezelfde locatie worden ook de festivals Punk Rock Holiday en Overjam Reggae Festival gehouden.

## 2002
(24 augustus)
Nightwish, After Forever, Hypocrisy, Sodom, Tiamat, Visions of Atlantis, Edguy, Darkwell, Vanitas, Dew-Scented, Charon, Tanqeray, Vargskriket, Seeds of Sorrow, Sanguis, Hollenthon, Impurity, Prospect e.a.

## 2003
(23-24 augustus)
Blind Guardian, Saxon, Paradise Lost, In Flames, Napalm Death, Destruction, Amon Amarth, Within Temptation, Die Apokalyptischen Reiter, Finntroll, Amorphis, Graveworm, Naglfar, Mystic Circle, God Dethroned, Asphyxia e.a.

## 2004
(20-21 augustus)
Danzig, Apocalyptica, Hypocrisy, Sentenced, Primal Fear, Katatonia, Dew-Scented, Dead Soul Tribe, Fleshcrawl, Mnemic, Prospect, Belphegor, Ancient, Destruction, Brainstorm, Dark Funeral, Vintersorg, Finntroll, Green Carnation, Ektomorf, Noctiferia

## 2005
(24-26 juni)
Slayer, HammerFall, Yngwie Malmsteen, In Extremo, Noctiferia, Betzefer, Suidakra, Soulfly, Obituary, J.B.O., Kataklysm, Ektomorf, Morgana Lefay, Graveworm, Hatesphere, Belphegor, Anthrax, Children of Bodom, Therion, Dissection, Disbelief, Exciter, The Duskfall, Prospect

## 2006
(21-23 juli)
Amon Amarth, Hypocrisy, Jon Oliva's Pain, Nevermore, Deathstars, Decapitated, Scaffold, Dimmu Borgir, Testament, My Dying Bride, Soilwork, Wintersun, Evergrey, Heaven Shall Burn, Excelsis, Opeth, Kreator, Edguy, Kataklysm, Gorefest, Cataract, Mystic Prophecy, Mely

## 2007
(16-22 juli)
Motörhead, Blind Guardian, Cradle of Filth, Immortal, Hatebreed, Sepultura, Satyricon, Pain, The Exploited, Sodom, Doro, Grave Digger, Threshold, Unleashed, Converge, Dismember, Ensiferum, Die Apokalyptischen Reiter, Dew-Scented, Graveworm, The Vision Bleak, Disillusion, Born from Pain, Krypteria, Eluveitie, Aborted, Vreid, Korpiklaani, Sadist, Full Blown Chaos, Animosity, Prospect, Noctiferia, Eventide, Ars Moriendi, Sardonic, Nervecell, Herfst

## 2008
(4-8 juli)
Carcass, Amon Amarth, Ceremony of Opposites, Kataklysm, Behemoth, Tankard, Brainstorm, Rage, Skyforger, Ministry, Wintersun, Helloween, Mystic Prophecy, Apocalyptica, Mercenary, In Flames, Finntroll, Subway to Sally, Drone, The Sorrow, Gorilla Monsoon, Alestorm, Creature, Sahg, Hate, Morbid Angel, Onslaught, Korpiklaani, Evergrey, Opeth, Six Feet Under, October File, In Extremo

## 2009
(2-7 juli)
Hatebreed, Blind Guardian, Lamb of God, Nightwish, Dimmu Borgir, Edguy, Kataklysm, Destruction, My Dying Bride, Sodom, Legion of the Damned, Graveworm, Die Apokalyptischen Reiter, Sonic Syndicate, Keep of Kalessin, Hollenthon, Hackneyed, Deathstars, Kreator, Vader, DragonForce, A New Dawn, Arsames, D-Swoon

## 2010
(5-10 juli)
Immortal, Behemoth, Cannibal Corpse, Sonata Arctica, Obituary, Sabaton, Overkill, Finntroll, Korpiklaani, Leaves' Eyes, Ensiferum, Equilibrium, The Exploited, Decapitated, Epica, Insomnium, Kalmah, The Devils Blood, Ex Deo, Rotting Christ, Trail of Tears, Suicidal Angels, Demonical, Metsatöll, Insision, Heidevolk, Dornenreich, Omega Lithium, Enochian Theory, Abstinenz, Ashes You Leave, D-Swoon, S.A. Sanctuary

## 2011
(11-17 juli)
Accept, Achren, Airbourne, Alestorm, Amorphis, Arch Enemy, Ava Inferi, Avatar, Beholder, Blind Guardian, Brainstorm, Brujeria, Bulldozer, Cold Snap, Death Angel, Deicide, Die Apokalyptischen Reiter, Hate, Imperium Dekadenz, In Extremo, In Solitude, Kalmah, Obscura, October File, Rising Dream, Ritam Nereda, Serenity, Slayer, Suicidal Angels, Taake, Thaurorod, The Ocean, Trollfest, Vanderbuyst, Visions of Atlantis, Vulture Industries, Watain, Winterfylleth, Wintersun, Virgin Steele, Zonaria

## 2012
(5-11 augustus)
Amon Amarth, At the Gates, Ava Inferi, Avven, Before the Dawn, The Black Dahlia Murder, Brezno, Cattle Decapitation, Dark Funeral, Doomed, Dust Bolt, Edguy, From the Depth, Eluveitie, Epica, Finntroll, The Furious Horde, Gorguts, Grand Magus, Hatebreed, Hatesphere, Heathen, Heidevolk, Incantation, Inmate, Kataklysm, Korn, Korpiklaani, Krampus, Madball, Machine Head, Metalsteel, Milking the Goatmachine, Morana, Municipal Waste, Napalm Death, Nexus Inferis, Nile, Noctiferia, Pain, Paradise Lost, Purify, Sabaton, Sanctuary, Septicflesh, Sin Deadly Sin, Sodom, Steelwing, Testament, Trollfest, Vicious Rumors, Warbringer, Wisdom

## 2013
(21-28 juli)
4ARM, Acid Death, Agan, Alestorm, Anaal Nathrakh, Annihilator, Arkona, ArseA, Attick Demons, Aura Noir, Avicularia, Benediction, Blaakyum, Bleed from Within, Bliksem, Bloodshot Dawn, Blynd, Brutal Truth, Calderah, Calling of Lorme, Candlemass, Chained Pistons, Chronosphere, Cold Snap, Coma, Cripper, Dark Salvation, Darkest Horizon, Dickless Tracy, Drakum, Dying Fetus, Emergency Gate, Ensiferum, Enslaved, Eternal Deformity, Exhumed, Extreme Smoke 57, Eyehategod, From the Depth, Gloryhammer, Gonoba, Graveworm, Hammercult, Herfst, Hypocrisy, Iced Earth, Ihsahn, Imperium, In Flames, Incinery, Inverted Pussyfix, Karlahan, Karnak, King Diamond, Kissin Dynamite, Last Day Here, Legion of the Damned, Leprous, Lock Up, Mayhem, Meshuggah, Meta-stasis, Metal Church, Mouth of the Architect, Mustasch, Mystery, Nemesis My Enemy, Neurotech, Nightmare, Nya, Onslaught, Orange Goblin, Otargos, Overkill, Parasol Caravan, Pentagram, Pet the Preacher, Phantasmagoria, Powerwolf, Primordial, Ravenblood, Rest in Fear, Rising Dream, Sabbath Judas Sabbath, Samael, Shining, Soilwork, Sólstafir, Sonata Arctica, Space Unicorn on Fire, SpitFire, Steel Engraved, Stormcast, Subway to Sally, Svart Crown, Taake, The Canyon Observer, The Loudest Silence, The Rotted, Torche, Tsjuder, Turisas, Under the Abyss, Unleashed, Vallorch, Vicious Rumors, Wintersun, Within Destruction

## 2014
(20-26 juli)
Abinchova, Aborted, African Corpse, Alcest, Alogia, Alpha Tiger, Amorphis, Armaroth, Artillery, As It Comes, Asphyx, Benighted, Black Diamond, Borknagar, Brutality Will Prevail, Chain of Dogs, Children of Bodom, Condemnatio Cristi, Cripper, Cruel Humanity, Darkfall, Dead Territory, Deadend in Venice, Downfall of Gaia, Drakum, Duirvir, Fallen Utopia, From the Depth, Ghost Brigade, Gold, Grave, Havok, Heaven Shall Burn, Immolation, In Solitude, Inciter, Inquisition, Kadavar, Lord Shades, Manilla Road, Megadeth, Mephistophelian, Metalsteel, Moonsorrow, My Dying Bride, Nocturnal Depression, Obituary, Opeth, Possessed, Prong, Pyrexia, Rest in Fear, Rising Storm, Roxin Palace, Sabaton, Saltatio Mortis, Sapiency, Satyricon, Scarab, Skelfir, Soen, Space Unicorn on Fire, Suffocation, Tiamat, Torture Pit, Total Annihilation, Turning Golem, Vader, Valient Thorr, Vanderbuyst, Volbeat, Weeping Silence, Within Destruction, Zanthropya Ex, Zaria

## 2015
(19-25 juli)
Accept, Altair, Anvil, Arch Enemy, Avatar, Behemoth, Black Label Society, Blues Pills, Cannibal Corpse, Carcass, Carnifex, Crowbar, Deadlock, Death Angel, Demonic Resurrection, Devin Townsend Project, Diablo Blvd, Dr. Living Dead, Dream Theater, Eluveitie, Emil Bulls, Fear Factory, Hardcore Superstar, Hatebreed, Kataklysm, Krokodil, Manntra, Mephistophelian, Moonspell, Nuclear Chaos, Panikk, Profane Omen, Queensryche, Rest in Fear, Saxon, Sepultura, Skindred, Slomind, Suicide Silence, The Devil, Total Annihilation, Unearth, Vreid, Abandon Hope, Adam Bomb, Aeons Confer, Athropofago, Archgoat, Audrey Horne, Betraying the Martyrs, Blitzkrieg, Blutmond, Broken Mirrors, Chronic Hate, Conorach, Consecration, Daedric Tales, Dark Fortress, Desolate Fields, Dickless Tracy, DIS.AGREE, Divided Multitude, Emergency Gate, Eruption, ETECC, Ever-Frost, Flesh, Hirax, Infestus, Kampfar, Klamm, Kryn, M.A.I.M., Malevolence, Mass Hypnosis, Minotauro, Mist, Mooncry, Morana, Ne Obliviscaris, Nervosa, Noctiferia, Paragoria, Psykosis, Reek of Insanity, Rotting Christ, Sacred Steel, Schirenc Plays Pungent Stench, SiliuS, Striker, Suborned, Sunchair, The Black Dahlia Murder, TomCat, Toxic Holocaust, War-Head, Year of No Light, Zombie Rodeo

## 2016
(24-30 juli)
At the Gates, Blind Guardian, Testament, Between the Buried and Me, Cattle Decapitation, Dark Funeral, Delain, Die Apokalyptischen Reiter, DragonForce, Dying Fetus, Electric Wizard, Exodus, Gloryhammer, Graveyard, Immolation, Incantation, Marduk, Melechesh, Obscura, Skálmöld, Skindred, Bury Tomorrow, Gama Bomb, Gutalax, Horna, Jess Cox (Tygers of Pan Tang), Monolithe, Orphaned Land, Rise of the Northstar, Rosetta, Septicflesh, Skyforger, The Stone, Valkyrja, Cryptex, Dead Label, Dirge, Double Crush Syndrome, Drakum, Gloryful, Hackneyed, Infernal Tenebra, Larceny, Little Dead Bertha, Nameless Day Ritual, Nightmare, Obscurity, Painful, Penitenziagite, Sarcasm, The Canyon Observer, Victims of Creation, Weeping Silence, Blaze of Sorrow, Dead End, Deserted Fear, Elferya, Enthrope, Eruption, Fleshdoll, Fogalord, Halo Creation, Howling in the Fog, Jioda, Kain, Layment, Mist, Morana, Morywa, Mynded, Na Cruithne, Nemost, Nolentia, Retrace My Fragments, Sabaium, Sanity's Rage, Sarcom, Scarred, Seduced, Zix, Bloodrocuted

## 2017
(23-29 juli)
Abbath, Absu, Amon Amarth, Angelus Apatrida, Architects, Aversions Crown, Avven, Battlesword, Batushka, Beheaded, Bloodbath, Blues Pills, Bömbers, Burn Fuse, Cancer, Carnage Calligraphy, Carrion, Chontaraz, Crisix, Dead End, Death Angel, Dool, Dordeduh, Doro, Ebony Archways, Equilibrium, Evil Invaders, Fallen Tyrant, Fir Bolg, Firespawn, Firtan, Fit for an Autopsy, For I Am King, Fractal Universe, Grand Magus, Grave Digger, Greybeards, Grime, Gust, Gutalax, Heaven Shall Burn, Hell, Hellcrawler, Iced Earth, Immorgon, Implore, In the Crossfire, Infected Chaos, Kadavar, Katana, Katatonia, Kobra and the Lotus, Krisiun, Lik, Loathe, Lost Society, Loudness, Lacabre, Marilyn Manson, MGLA, Moros, Morywa, Mynded, Myriad Lights, Na Cruithne, Nemost, Nord, Novacrow, Omophagia, Opeth, Ortega, Overtures, Pain, Pain Is, Pantaleon, Persefone, PIJN, Pikes Edge, Rapid Force, Raven, Rectal Smegma, Reverend Hound, Sanctuary, Sasquatch, Selfmachine, Seven Spires, Shining, Shotdown, Sinister, Sleepers' Guilt, Snake Eater, Sober a Sault, Sólstafir, Spasm, Srd, Stortregn, Suicidal Angels, Tears of Martyr, The Black Court, The Crawling, The Foreshadowing, The Great Discord, Transceatla, Triosphere, Turbowarrior of Steel, Tyrmfar, Tytus, Vasectomy, Venom Inc., Vexevoid, Visions of Atlantis, Warbringer, Whorion, Witchfynde, Zayn, Zora